# Chronologie de la guerre Érythrée-Éthiopie
Cet article présente la chronologie de la guerre Érythrée-Éthiopie.

## 1998
- 6 mai : plusieurs soldats érythréens pénètrent dans la ville de Badmé.
- 12 mai : des soldats érythréens (au moins deux brigades) attaquent Badmé et des zones des weredas de Tahtay Adiyabo et La'ilay Adiyabo.
- 13 mai : l'Éthiopie mobilise ses troupes. Début de quatre semaines de combat.
- 5 juin : l'aviation éthiopienne bombarde l'aéroport d'Asmera. L'Érythrée réplique en lançant une offsensive sur Meqelé.

## 1999
- 6 février : l'Éthiopie accuse l'Érythrée d'avoir violé le moratoire sur les raids aériens en bombardant Adigrat, une plainte retirée par la suite.
- 22 février : à la suite du refus érythréen du plan de paix rwando-américain, l'armée éthiopienne lance l'opération Coucher de soleil afin de reconquérir Badmé.
- 27 février : durant les cinq derniers jours de combat, les Éthiopiens brisent le front ennemi et pénètrent de dix kilomètres dans le territoire de l'Érythrée qui décide d'accepter le plan de paix de l'Organisation de l'unité africaine (OUA).
- 16 mai : après une accalmie de deux semaines, les Éthiopiens attaquent le village de Velessa situé sur la ligne de front de Tsorona-Zalambessa.
- 18 mai : l'Érythrée repousse l'armée éthiopienne.

## 2000
- 12 mai : les Éthiopiens lancent une offensive qui brise les lignes érythréennes entre Shambuko et Mendefera, traversant la rivière Mareb et coupant la route entre Barentu et Mendefera, l'axe principal pour le support des troupes érythréennes sur le front ouest
- 23 mai : l'Éthiopie annonce que ses troupes ont pris possession des principaux postes de commandement dans la zone de Zalambessa à environ 100 km au sud d'Asmera. Les Érythréens déclarent s'être retirés de la ville frontière de Zalambessa et d'autres zones sur le front central en « geste de bonne volonté pour relancer les négociations de paix ».
- 25 mai : l'Éthiopie déclare que la guerre est finie.
- Fin mai : l'Éthiopie occupe près d'un quart du territoire érythréen
- 18 juin : premier accord de paix global prévoyant en outre l'arbitrage obligatoire des différends dans le cadre des accords d'Alger.
- 12 décembre : un accord de paix est signé entre les deux pays.